# کاری رید
کاری رید (انگلیسی: Cari Read؛ زادهٔ ۴ سپتامبر ۱۹۷۰) ورزشکار شنای موزون اهل کانادا است.
وی در مسابقات کشوری و بین‌المللی در مجموع برندهٔ ۴ مدال نقره شده‌است.